# 843년

## 연호
- 당(唐) 회창(會昌) 3년
- 일본(日本) 조와(承和) 10년

## 기년
- 당(唐) 무종(武宗) 3년
- 신라(新羅) 문성왕(文聖王) 5년
- 발해(渤海) 대이진(大彝震) 14년

## 사건
- 프랑크 왕국이 베르됭 조약으로 삼분되었다.
- 신라 문성왕 5년(서기 843년) 봄, 시중(侍中) 의종(義琮)이 병으로 사직하자, 이찬(伊湌) 양순(良順)이 시중이 되었다.